# Žába k zulíbání
Žába k zulíbání (v anglickém originále The Hot Chick) je americký komediálně-romantický film z roku 2002.

## Děj
Kapitánka týmu roztleskávaček Jessica a její tři nejlepší kamarádky se zdají být namyšlenými, musí si hlídat figuru a jejich nepřítelem je Bianca i s jejím týmem – konkurenční roztleskávačky, se kterými mají soutěžit na přehlídce roztleskávaček. Jednoho dne Jessica najde prodejnu předmětů ze starověku a v ní náušnice princezny, zatouží po nich ale prodavačka dává najevo, že nejsou určené k prodeji. Jessica se tedy otočí a vymění své za ty princezniny. Na cestě domů se dívky zastaví na benzínové pumpě, kterou zrovna přepadne podivín. Začne předstírat, že je zaměstnancem pumpy, a natankuje jim nádrž benzínem. Když dívky mizí, na cestě zůstane ležet jedna z náušnic. Večer má Jessica jít na rande se svým přítelem, Billym, který je kapitán fotbalového týmu. Ten po ní chce, aby s jím odjela na víkend, ale oznámí mu, že s ním spát ještě nehodlá. Později si volá s kamarádkou April a v uchu má jen jednu náušnici. Ve stejný moment si tu druhou ze srandy nasadil podivín z pumpy. Následující den se Jessica se probudí s tělem podivína a on naopak v těle jejím.

## Obsazení
| Rob Schieder     | blázen / Jessica v mužském těle |
| Anna Farisová    | April                           |
| Matthew Lawrence | Billy                           |
| Robert Davi      | otec April                      |
| Leila Kenzle     | matka April                     |
| Michael O'Keefe  | otec Jessicy                    |